# マーク・ヤングブラッド
マーク・ヤングブラッド（Mark Youngblood、本名：Mark Romero、1963年7月21日 - ）は、アメリカ合衆国の元プロレスラー。テキサス州アマリロ出身。
父のリッキー・ロメロ、兄のジェイ・ヤングブラッド、弟のクリス・ヤングブラッドもプロレスラーである。インディアン・ギミックのベビーフェイスとして、弟クリスとのタッグチーム「レネゲード・ウォリアーズ（The Renegade Warriors）」などで活躍した。

## 来歴
1981年7月、本名のマーク・ロメロの名義でデビュー。デビュー翌年の1982年には、NWAセントラル・ステーツ地区にて4月8日にジン・ルイス、12月13日にハーキュリーズ・ヘルナンデスを破り、同地区認定のTV王座を獲得。タッグではマイク・ジョージと組んで6月3日にジェリー・ブラウン&ロジャー・カービー、8月19日にデューイ・ロバートソン&ハーキュリーズから同タッグ王座を奪取した。
その後、マーク・ヤングブラッドと改名してジム・クロケット・ジュニア主宰のNWAミッドアトランティック地区に参戦。兄のジェイ・ヤングブラッドと同様のインディアン・ギミックのキャラクターに変身し、1984年3月7日にはトーナメントの決勝でディック・スレーターを下して空位となっていたTV王座を獲得。インディアン・レスラーの大御所ワフー・マクダニエルのパートナーにも抜擢され、同年3月4日にボブ・オートン・ジュニア&ドン・カヌードル、5月5日にジャック・ブリスコ&ジェリー・ブリスコから同地区認定のNWA世界タッグ王座を奪取している。
フロリダでは兄ジェイ・ヤングブラッドとのコンビで活動し、1985年1月1日にクラッシャー・クルスチェフ&ジム・ナイドハート、3月5日にプリティ・ヤング・シングス（ココ・ウェア&ノーベル・オースチン）を破りUSタッグ王座を獲得したが、同年9月2日、遠征先のオーストラリアにてジェイが客死。以降、弟のクリス・ヤングブラッドをパートナーに活動を続けた。
1986年はフリッツ・フォン・エリックが主宰していたテキサス州ダラスのWCWA（WCCW）に参戦、9月1日にフォートワースにて行われたビッグイベント "WCWA Labor Day Star Wars" では世界タッグ王座の争奪トーナメントに出場し、ジョー・ルダック&リック・ルード、ジェリー・オーツ&テッド・オーツなどのチームを破り勝ち進んだが、準決勝でバズ・ソイヤー&マット・ボーンに敗退した。
1987年より、カルロス・コロンの主宰するプエルトリコのWWCで活動。ザ・シープハーダーズ（ブッチ・ミラー&ルーク・ウィリアムス）やミスター・ポーゴ&TNTなどを下し、WWC世界タッグ王座を再三獲得した。同年11月にはクリスと共に全日本プロレスに初来日し、世界最強タッグ決定リーグ戦に出場している。以降もWWCを主戦場に、サモアン・スワット・チーム（サムゥ&ファトゥ）、カンザスシティ・ジェイホークス（ボビー・ジャガーズ&ダン・クロファット）、ニンジャ・エクスプレス（ケンドー・ナガサキ&ポーゴ）などを抗争相手にタッグ王座を争った。
1990年の下期からは、レネゲード・ウォリアーズのチーム名でWCWに登場。ファビュラス・フリーバーズ（マイケル・ヘイズ&ジミー・ガービン）、ナスティ・ボーイズ（ブライアン・ノッブス&ジェリー・サッグス）、フォー・ホースメン（アーン・アンダーソン&バリー・ウインダム）、ヤング・ピストルズ（トレイシー・スマザーズ&スティーブ・アームストロング）などの強豪チームと対戦している。
その後はダラスの新団体GWFをアメリカでの活動拠点とする一方、1992年1月の再来日以降は全日本プロレスの常連外国人チームとなり、1996年の夏にかけて通算8回に渡ってクリスと共に全日本へ参戦。以後、古巣WWCでの活動を経て1999年に引退した。
引退後は、2007年に地元のアマリロで開校したプロレスラー養成所 "Romero's Academy of Wrestling" にて後進の指導にあたっている。

## 得意技
- トマホーク・チョップ
- ドロップキック
- ダイビング・クロス・ボディ

## 獲得タイトル
セントラル・ステーツ・レスリング
- NWAセントラル・ステーツTV王座：1回[3]
- NWAセントラル・ステーツ・タッグ王座：2回（w / マイク・ジョージ）[4]

ミッドアトランティック・チャンピオンシップ・レスリング
- NWAミッドアトランティックTV王座：1回[5]
- NWA世界タッグ王座（ミッドアトランティック版）：2回（w / ワフー・マクダニエル）[6]

チャンピオンシップ・レスリング・フロム・フロリダ
- NWA USタッグ王座（フロリダ版）：2回（w / クリス・ヤングブラッド）[7]

ワールド・クラス・チャンピオンシップ・レスリング
- WCCW TV王座：1回[16]

ワールド・レスリング・カウンシル
- WWC世界タッグ王座：6回（w / クリス・ヤングブラッド）[10]
- WWCカリビアン・タッグ王座：3回（w / クリス・ヤングブラッド）[12]

グローバル・レスリング・フェデレーション
- GWFタッグ王座：1回（w / クリス・ヤングブラッド）